# Jeanne d'Arc (1867)
Pour les articles homonymes, voir Jeanne d'Arc (homonymie).
Pour les autres navires du même nom, voir Jeanne d'Arc (navire).
La Jeanne d'Arc est une corvette-cuirassée de classe Alma de la Marine française, lancée en 1867.

## Conception
En 1865, la construction de la Belliqueuse selon des plans d'Henri Dupuy de Lôme donne des résultats encourageants. Il est alors décidé de lancer la construction de sept corvettes cuirassées sur cette base, mais dotées d'une vitesse plus grande et d'une artillerie plus puissante et mieux disposée : la classe Alma. Les dimensions sont quasiment identiques, tout comme le déplacement. Dotés d'une carène en bois, les cuirassés ont une ceinture blindée de 15 cm, et les œuvres mortes à l'avant et à l'arrière du réduit sont en tôle de 15 mm. Ces navires, conçus eux aussi par Dupuy de Lôme disposent d'une propulsion hybride : grées en trois-mâts barque avec une surface de voile de 1 450 m2, ils sont propulsés par une hélice Mangin mue par une machine alternative à trois cylindres, elle-même alimentée par des chaudières Creusot.
Côté armement, les corvettes disposent de six canons de 19 cm : 4 sont disposés dans un réduit central, et deux autres sur les gaillards dans des tourelles barbettes. Celles-ci ont un blindage de 10 cm et peuvent tirer en chasse et en retraite.

## Histoire
La construction de la Jeanne d'Arc débute en 1865 à l'arsenal de Cherbourg d'après des plans d'Henri Dupuy de Lôme, et elle est lancée le 28 septembre 1867. Armée le 9 mars 1868, ses essais à la mer débutent alors sous les ordres du commandant Martineau des Chesnez, puis c'est le capitaine de vaisseau Ducrest de Villeneuve qui en prend le commandement en octobre 1868 avant qu'elle ne soit mise en réserve à Brest en 1869. Aux ordres du commandant Ribourt, elle rallie l'escadre du Nord le 12 avril 1870, peu avant la guerre franco-allemande de 1870. Le 24 juillet 1870, elle quitte Cherbourg avec l'escadre pour croiser aux environs du port danois de Frederikshavn, entre le 28 juillet et le 2 août où elle pénètre dans la mer Baltique. L'objectif est de tenter un blocus des ports prussiens de la Baltique ; elle regagne Cherbourg le 16 septembre.
Sous les ordres du commandant Halna du Fretay en janvier 1871, de Conrad en septembre 1872, de Delacoux de Marivault en décembre de la même année, puis de Martin en janvier 1873, la Jeanne d'Arc part à Malaga, en Espagne, le 1er août 1873, puis elle gagne Cadix. En mars 1875, elle passe sous le commandement du capitaine de vaisseau Fleuriot de Langle, et éperonne et coule accidentellement le navire ravitailleur Forfait. À partir du 3 décembre, elle devient le navire-amiral du contre-amiral Bonie, puis est à nouveau mise en réserve à Brest le 1er janvier 1876. Elle reprend le service actif le 12 avril 1879 dans l'Escadre du Levant sous les ordres du commandant Périer d'Hauterive, elle est commandée par Rieunier à partir de février 1880 jusqu'à son retrait définitif du service le 28 août 1883.